# No Plan B
No Plan B, též známá jako Roger Daltrey Band, je hudební skupina Rogera Daltreyho, zpěváka The Who. Jejími dalšími členy jsou Simon Townshend (bratr Petea Townshenda; kytara, zpěv), Frank Simes (sólová kytara), Jon Button (baskytara), Loren Gold (klávesy) a Scott Devours (bicí).

## Seznam skladeb

### 2009
1. „Who Are You“
2. „The Real Me“
3. „Pictures Of Lily“
4. „Welcome to the Jungle“
5. „Behind Blue Eyes“
6. „Tattoo“
7. „Days Of Light“
8. „Freedom Ride“
9. „Gimme A Stone“
10. „Going Mobile“
11. „I'm A Man“/„My Generation Blues“
12. „I Can See for Miles“
13. „Squeeze Box“
14. „Who's Gonna Walk on Water“
15. „Young Man Blues“
16. „Baba O'Riley“
17. „Johnny Cash Medley“
18. „Born On The Bayou“
19. „Naked Eye“
20. „Blue, Red & Grey“
21. „Without Your Love“

Další skladby:
- „A Second Out“ (do 28. října)
- „Two Thousand Years“ (pouze 10. října)
- „Boris the Spider“ (pouze 10. a 22. října)
- „Cache Cache“ (pouze 10. října)
- „Giving It All Away“ (pouze 12. října)
- „Better Man“ (pouze 12. října)
- „Shakin' All Over“ (pouze 12. a 14. října)
- „Bargain“ (pouze 12. října)
- „The Kids Are Alright“
- „Pinball Wizard“
- „Won't Get Fooled Again“ (pouze 14. října)
- „Summertime Blues“ (pouze 14. a 17. října)